# Campeonato Europeo de la UEFA Sub-19 2015

El Campeonato de Europa Sub-19 de la UEFA de 2015 fue la 14.ª edición de dicho torneo organizado por la UEFA. La fase final del campeonato se disputó en Grecia

## Fase de clasificación
El Campeonato de Europa Sub-19 de la UEFA es la decimocuarta vez que se celebra. La fase final se realizará en Grecia. La primera fase de clasificación comenzará el 7 de octubre de 2014.
En la fase de clasificación participarán las 52 selecciones afiliadas a la UEFA, excepto Grecia, que al ser la selección anfitriona tiene el pase directo a la fase final del campeonato. Se dividirán en 13 grupos de 4 equipos. Pasarán a la siguiente ronda todas las selecciones campeonas y subcampeonas de sus respectivos grupos y el mejor tercero. España clasifica directamente a la ronda élite por ser el equipo de más alto coeficiente de la competencia. Un país de cada grupo actuará como anfitrión, jugándose allí un mini torneo.
El sorteo se realizó el 28 de noviembre de 2013 en Nyon, Suiza.

### Grupo 1
País anfitrión:  Luxemburgo
| Equipo      | Pts | PJ | PG | PE | PP | GF | GC | Dif |
| ----------- | --- | -- | -- | -- | -- | -- | -- | --- |
| Inglaterra  | 9   | 3  | 3  | 0  | 0  | 15 | 2  | +13 |
| Bélgica     | 6   | 3  | 2  | 0  | 1  | 9  | 6  | +3  |
| Bielorrusia | 1   | 3  | 0  | 1  | 2  | 4  | 8  | -4  |
| Luxemburgo  | 1   | 3  | 0  | 1  | 2  | 2  | 14 | -12 |

### Grupo 2
País anfitrión:  Letonia
| Equipo     | Pts | PJ | PG | PE | PP | GF | GC | Dif |
| ---------- | --- | -- | -- | -- | -- | -- | -- | --- |
| Austria    | 9   | 3  | 3  | 0  | 0  | 7  | 1  | +6  |
| Alemania   | 6   | 3  | 2  | 0  | 1  | 10 | 5  | +5  |
| Letonia    | 3   | 3  | 1  | 0  | 2  | 3  | 4  | -1  |
| Kazajistán | 0   | 3  | 0  | 0  | 3  | 0  | 10 | -10 |

### Grupo 3
País anfitrión:  Croacia
| Equipo   | Pts | PJ | PG | PE | PP | GF | GC | Dif |
| -------- | --- | -- | -- | -- | -- | -- | -- | --- |
| Croacia  | 7   | 3  | 2  | 1  | 0  | 5  | 1  | +4  |
| Turquía  | 5   | 3  | 1  | 2  | 0  | 7  | 3  | +4  |
| Estonia  | 4   | 3  | 1  | 1  | 1  | 3  | 1  | +2  |
| Islandia | 0   | 3  | 0  | 0  | 3  | 4  | 14 | -10 |

### Grupo 4
País anfitrión:  Hungría
| Equipo     | Pts | PJ | PG | PE | PP | GF | GC | Dif |
| ---------- | --- | -- | -- | -- | -- | -- | -- | --- |
| Eslovaquia | 9   | 3  | 3  | 0  | 0  | 9  | 2  | +7  |
| Azerbaiyán | 4   | 3  | 1  | 1  | 1  | 5  | 7  | -2  |
| Hungría    | 2   | 3  | 0  | 2  | 1  | 2  | 5  | -3  |
| Eslovenia  | 1   | 3  | 0  | 1  | 2  | 4  | 6  | -2  |

### Grupo 5
País anfitrión: Irlanda del Norte
| Equipo            | Pts | PJ | PG | PE | PP | GF | GC | Dif |
| ----------------- | --- | -- | -- | -- | -- | -- | -- | --- |
| Rusia             | 9   | 3  | 3  | 0  | 0  | 15 | 2  | +13 |
| República Checa   | 6   | 3  | 2  | 0  | 1  | 4  | 3  | +1  |
| Irlanda del Norte | 3   | 3  | 1  | 0  | 2  | 5  | 7  | -2  |
| Islas Feroe       | 0   | 3  | 0  | 0  | 3  | 0  | 12 | -12 |

### Grupo 6
País anfitrión:  Irlanda
| Equipo    | Pts | PJ | PG | PE | PP | GF | GC | Dif |
| --------- | --- | -- | -- | -- | -- | -- | -- | --- |
| Suiza     | 7   | 3  | 2  | 1  | 0  | 16 | 2  | +14 |
| Irlanda   | 7   | 3  | 2  | 1  | 0  | 6  | 2  | +4  |
| Malta     | 3   | 3  | 1  | 0  | 2  | 4  | 9  | -5  |
| Gibraltar | 0   | 3  | 0  | 0  | 3  | 2  | 15 | -13 |

### Grupo 7
País anfitrión:  Portugal
| Equipo    | Pts | PJ | PG | PE | PP | GF | GC | Dif |
| --------- | --- | -- | -- | -- | -- | -- | -- | --- |
| Portugal  | 9   | 3  | 3  | 0  | 0  | 8  | 3  | +5  |
| Dinamarca | 6   | 3  | 2  | 0  | 1  | 6  | 2  | +4  |
| Gales     | 3   | 3  | 1  | 0  | 2  | 3  | 7  | -4  |
| Albania   | 0   | 3  | 0  | 0  | 3  | 2  | 7  | -5  |

### Grupo 8
País anfitrión:  Israel
| Equipo   | Pts | PJ | PG | PE | PP | GF | GC | Dif |
| -------- | --- | -- | -- | -- | -- | -- | -- | --- |
| Ucrania  | 7   | 3  | 2  | 1  | 0  | 12 | 3  | +9  |
| Suecia   | 7   | 3  | 2  | 1  | 0  | 8  | 3  | +5  |
| Israel   | 3   | 3  | 1  | 0  | 2  | 2  | 7  | -5  |
| Bulgaria | 0   | 3  | 0  | 0  | 3  | 3  | 12 | -9  |

### Grupo 9
País anfitrión:  Serbia
| Equipo     | Pts | PJ | PG | PE | PP | GF | GC | Dif |
| ---------- | --- | -- | -- | -- | -- | -- | -- | --- |
| Italia     | 9   | 3  | 3  | 0  | 0  | 12 | 1  | +11 |
| Serbia     | 6   | 3  | 2  | 0  | 1  | 6  | 3  | +3  |
| Armenia    | 3   | 3  | 1  | 0  | 2  | 2  | 4  | -2  |
| San Marino | 0   | 3  | 0  | 0  | 3  | 0  | 12 | -12 |

### Grupo 10
País anfitrión:  Polonia
| Equipo       | Pts | PJ | PG | PE | PP | GF | GC | Dif |
| ------------ | --- | -- | -- | -- | -- | -- | -- | --- |
| Países Bajos | 9   | 3  | 3  | 0  | 0  | 12 | 1  | +11 |
| Polonia      | 6   | 3  | 2  | 0  | 1  | 8  | 3  | +5  |
| Moldavia     | 3   | 3  | 1  | 0  | 2  | 3  | 8  | -5  |
| Andorra      | 0   | 3  | 0  | 0  | 3  | 1  | 12 | -11 |

### Grupo 11
País anfitrión: Georgia
| Equipo     | Pts | PJ | PG | PE | PP | GF | GC | Dif |
| ---------- | --- | -- | -- | -- | -- | -- | -- | --- |
| Montenegro | 9   | 3  | 3  | 0  | 0  | 9  | 3  | +6  |
| Georgia    | 6   | 3  | 2  | 0  | 1  | 6  | 4  | +2  |
| Chipre     | 3   | 3  | 1  | 0  | 2  | 5  | 9  | -4  |
| Rumania    | 0   | 3  | 0  | 0  | 3  | 1  | 5  | -4  |

### Grupo 12
País anfitrión: Macedonia
| Equipo               | Pts | PJ | PG | PE | PP | GF | GC | Dif |
| -------------------- | --- | -- | -- | -- | -- | -- | -- | --- |
| Francia              | 7   | 3  | 2  | 1  | 0  | 8  | 1  | +7  |
| Bosnia y Herzegovina | 5   | 3  | 1  | 2  | 0  | 6  | 1  | +5  |
| Macedonia del Norte  | 4   | 3  | 1  | 1  | 1  | 7  | 4  | +3  |
| Liechtenstein        | 0   | 3  | 0  | 0  | 3  | 1  | 16 | -15 |

### Grupo 13
País anfitrión: Lituania
| Equipo    | Pts | PJ | PG | PE | PP | GF | GC | Dif |
| --------- | --- | -- | -- | -- | -- | -- | -- | --- |
| Noruega   | 5   | 3  | 1  | 2  | 0  | 3  | 1  | +2  |
| Lituania  | 4   | 3  | 1  | 1  | 1  | 3  | 2  | +1  |
| Escocia   | 3   | 3  | 0  | 3  | 0  | 3  | 3  | 0   |
| Finlandia | 2   | 3  | 0  | 2  | 1  | 2  | 5  | -3  |

### Ranking de los terceros puestos
El mejor tercer puesto de los 13 grupos pasará a la siguiente ronda junto a los 2 mejores de cada grupo. (No incluye el partido de cada 3º clasificado contra el 4º clasificado de cada grupo.)
| Grp | Equipo              | PJ | PG | PE | PP | GF | GC | DG | Pts |
| --- | ------------------- | -- | -- | -- | -- | -- | -- | -- | --- |
| 13  | Escocia             | 2  | 0  | 2  | 0  | 1  | 1  | 0  | 2   |
| 12  | Macedonia del Norte | 2  | 0  | 1  | 1  | 2  | 3  | -1 | 1   |
| 3   | Estonia             | 2  | 0  | 1  | 1  | 0  | 1  | -1 | 1   |
| 4   | Hungría             | 2  | 0  | 1  | 1  | 1  | 4  | -3 | 1   |
| 1   | Bielorrusia         | 2  | 0  | 0  | 2  | 2  | 6  | -4 | 1   |
| 9   | Armenia             | 2  | 0  | 0  | 2  | 0  | 4  | -4 | 0   |
| 2   | Letonia             | 2  | 0  | 0  | 2  | 0  | 4  | -4 | 0   |
| 11  | Chipre              | 2  | 0  | 0  | 2  | 4  | 9  | -5 | 0   |
| 5   | Irlanda del Norte   | 2  | 0  | 0  | 2  | 2  | 7  | -5 | 0   |
| 7   | Gales               | 2  | 0  | 0  | 2  | 1  | 6  | -5 | 0   |
| 10  | Moldavia            | 2  | 0  | 0  | 2  | 1  | 7  | -6 | 0   |
| 8   | Israel              | 2  | 0  | 0  | 2  | 0  | 6  | -6 | 0   |
| 6   | Malta               | 2  | 0  | 0  | 2  | 1  | 8  | -7 | 0   |

## Ronda Élite
En esta ronda participan 27 equipos que corresponde a los 2 mejores de cada grupo de la ronda anterior, acompañados del mejor tercero, y divididos en 7 grupos de 4 equipos cada uno. En esta etapa se incorpora directamente España por obtener el más alto coeficiente de la competencia.
Clasifican a la siguiente ronda, los ganadores de los siete grupos junto a Grecia, por ser el país anfitrión.
El sorteo se realizó el 3 de diciembre de 2014 en Nyon, Suiza.

### Grupo 1
País anfitrión:  Georgia
| Equipo   | Pts | PJ | PG | PE | PP | GF | GC | Dif |
| -------- | --- | -- | -- | -- | -- | -- | -- | --- |
| España   | 9   | 3  | 3  | 0  | 0  | 13 | 1  | 12  |
| Portugal | 6   | 3  | 2  | 0  | 1  | 9  | 7  | 2   |
| Georgia  | 3   | 3  | 1  | 0  | 2  | 5  | 8  | -3  |
| Turquía  | 0   | 3  | 0  | 0  | 3  | 2  | 13 | -11 |

| 29 de mayo de 2015 | España | 4 - 1 | Georgia | Mikheil Meskhi Stadioni, Tiflis, Georgia |  |
|                    |        |       |         | Árbitro(s): Radu Petrescu                |  |

| 29 de mayo de 2015 | Portugal | 6 - 1 | Turquía | Mikheil Meskhi-2, Tiflis, Georgia |  |
|                    |          |       |         | Árbitro(s): Daniel Siebert        |  |

| 31 de mayo de 2015 | España | 5 -0 | Turquía | Mikheil Meskhi-2, Tiflis, Georgia |  |
|                    |        |      |         | Árbitro(s): Bartosz Frankowski    |  |

| 31 de mayo de 2015 | Georgia | 2 - 3 | Portugal | Mikheil Meskhi Stadioni, Tiflis, Georgia |  |
|                    |         |       |          | Árbitro(s): Radu Petrescu                |  |

| 3 de junio de 2015 | Portugal | 0 - 4 | España | Mikheil Meskhi-2, Tiflis, Georgia |  |
|                    |          |       |        | Árbitro(s): Daniel Siebert        |  |

| 3 de junio de 2015 | Turquía | 1 - 2 | Georgia | Mikheil Meskhi Stadioni, Tiflis, Georgia |  |
|                    |         |       |         | Árbitro(s): Bartosz Frankowski           |  |

### Grupo 2
País anfitrión:  Alemania
| Equipo          | Pts | PJ | PG | PE | PP | GF | GC | Dif |
| --------------- | --- | -- | -- | -- | -- | -- | -- | --- |
| Alemania        | 7   | 3  | 2  | 1  | 0  | 10 | 3  | +7  |
| Eslovaquia      | 5   | 3  | 1  | 2  | 0  | 6  | 3  | +3  |
| República Checa | 3   | 3  | 1  | 0  | 2  | 1  | 9  | -8  |
| Irlanda         | 1   | 3  | 0  | 1  | 2  | 4  | 6  | -2  |

| 26 de marzo de 2015 | Eslovaquia       | 1:1 (0:1) | Alemania         | Carl-Benz-Stadion, Mannheim, Alemania |                            |
|                     | Vestenický 90+3' | Reporte   | 19' Christiansen | Árbitro(s): Aliyar Aghayev            | Árbitro(s): Aliyar Aghayev |

| 26 de marzo de 2015 | Irlanda | 0:1 (0:0) | República Checa | Carl-Benz-Stadion, Mannheim, Alemania |                       |
|                     |         | Reporte   | 66' Schick      | Árbitro(s): Jens Maae                 | Árbitro(s): Jens Maae |

| 28 de marzo de 2015 | Alemania                                 | 3:2 (0:0) | Irlanda                      | Hardtwaldstadion, Sandhausen, Alemania |                       |
|                     | Amiri 52' · Cueto 82' · Föhrenbach 90+2' | Reporte   | 58' Hallahan · 72' Coustrain | Árbitro(s): Jens Maae                  | Árbitro(s): Jens Maae |

| 28 de marzo de 2015 | Eslovaquia                                        | 3:0 (2:0) | República Checa | Hardtwaldstadion, Sandhausen, Alemania |                             |
|                     | Kružliak 27' · Čmelík 29' · Vestenický 55' (pen.) | Reporte   |                 | Árbitro(s): Jonathan Lardot            | Árbitro(s): Jonathan Lardot |

| 31 de marzo de 2015 | Irlanda | 2:2 | Eslovaquia | Carl-Benz-Stadion, Mannheim, Alemania |  |
|                     |         |     |            | Árbitro(s): Aliyar Aghayev            |  |

| 31 de marzo de 2015 | República Checa | 0:6 | Alemania | FC-Astoria-Stadion, Walldorf, Alemania |  |
|                     |                 |     |          | Árbitro(s): Jonathan Lardot            |  |

### Grupo 3
País anfitrión:  Suecia
| Equipo   | Pts | PJ | PG | PE | PP | GF | GC | Dif |
| -------- | --- | -- | -- | -- | -- | -- | -- | --- |
| Rusia    | 9   | 3  | 3  | 0  | 0  | 10 | 1  | +9  |
| Bélgica  | 4   | 3  | 1  | 1  | 1  | 4  | 3  | +1  |
| Lituania | 2   | 3  | 0  | 2  | 1  | 3  | 9  | -6  |
| Suecia   | 1   | 3  | 0  | 1  | 2  | 2  | 6  | -4  |

| 26 de marzo de 2015 | Suecia      | 1:1 (1:0) | Lituania      | Norrköpings Idrottspark, Norrköping, Suecia |                               |
|                     | Berisha 15' | Reporte   | 61' Spietinis | Árbitro(s): Stavros Tritsonis               | Árbitro(s): Stavros Tritsonis |

| 26 de marzo de 2015 | Rusia             | 1:0 (0:0) | Bélgica | Kopparvallen, Atvidaberg, Suecia |                          |
|                     | Zhemaletdinov 78' | Reporte   |         | Árbitro(s): Tamás Bognar         | Árbitro(s): Tamás Bognar |

| 28 de marzo de 2015 | Rusia                                                                     | 6:0 (1:0) | Lituania | Norrköpings Idrottsparken, Norrkoping, Suecia |                                       |
|                     | Zhemaletdinov 37' 50' · Sheydaev 47' 56' · Bezdenezhnyj 64' · Golovín 69' | Reporte   |          | Árbitro(s): Tiago Bruno Lopes Martins         | Árbitro(s): Tiago Bruno Lopes Martins |

| 28 de marzo de 2015 | Bélgica                                | 2:0 (1:0) | Suecia | Kopparvallen, Atvidaberg, Suecia |                               |
|                     | Andersson 34' (autogol.) · Weymans 86' | Reporte   |        | Árbitro(s): Stavros Tritsonis    | Árbitro(s): Stavros Tritsonis |

| 31 de marzo de 2015 | Suecia | 1:3 | Rusia | Norrköpings Idrottsparken, Norrkoping, Suecia |  |
|                     |        |     |       | Árbitro(s): Tamás Bognar                      |  |

| 31 de marzo de 2015 | Lituania | 2:2 | Bélgica | Kopparvallen, Atvidaberg, Suecia      |  |
|                     |          |     |         | Árbitro(s): Tiago Bruno Lopes Martins |  |

### Grupo 4
País anfitrión:  Países Bajos
| Equipo       | Pts | PJ | PG | PE | PP | GF | GC | Dif |
| ------------ | --- | -- | -- | -- | -- | -- | -- | --- |
| Países Bajos | 7   | 3  | 2  | 1  | 0  | 6  | 1  | +5  |
| Serbia       | 6   | 3  | 2  | 0  | 1  | 7  | 4  | +3  |
| Noruega      | 4   | 3  | 1  | 1  | 1  | 4  | 5  | -1  |
| Suiza        | 0   | 3  | 0  | 0  | 3  | 1  | 8  | -7  |

| 26 de marzo de 2015 | Suiza | 0:1 (0:0) | Noruega   | Sportpark Marsdijk, Assen, Países Bajos |                          |
|                     |       | Reporte   | 50' Utvik | Árbitro(s): Mitja Žganec                | Árbitro(s): Mitja Žganec |

| 26 de marzo de 2015 | Países Bajos       | 1:0 (1:0) | Serbia | Sportpark de Bosk, Harkema, Países Bajos |                           |
|                     | Van Amersfoort 35' | Reporte   |        | Árbitro(s): Steven McLean                | Árbitro(s): Steven McLean |

| 28 de marzo de 2015 | Serbia                          | 3:1 (2:0) | Suiza      | Sportpark de Bosk, Harkema, Países Bajos |                          |
|                     | Šaponjić 12' 77' · Živković 29' | Reporte   | 86' Turkes | Árbitro(s): Mitja Žganec                 | Árbitro(s): Mitja Žganec |

| 28 de marzo de 2015 | Países Bajos | 1:1 (0:0) | Noruega       | Marsdijk, Assen, Países Bajos |                            |
|                     | Bazoer 80'   | Reporte   | 52' Konradsen | Árbitro(s): Amaury Delerue    | Árbitro(s): Amaury Delerue |

| 31 de marzo de 2015 | Suiza | 0:4 | Países Bajos | Sportpark de Bosk, Harkema, Países Bajos |  |
|                     |       |     |              | Árbitro(s): Steven McLean                |  |

| 31 de marzo de 2015 | Noruega | 2:4 | Serbia | Marsdijk, Assen, Países Bajos |  |
|                     |         |     |        | Árbitro(s): Amaury Delerue    |  |

### Grupo 5
País anfitrión:  Bosnia y Herzegovina
| Equipo               | Pts | PJ | PG | PE | PP | GF | GC | Dif |
| -------------------- | --- | -- | -- | -- | -- | -- | -- | --- |
| Ucrania              | 7   | 3  | 2  | 1  | 0  | 7  | 3  | 4   |
| Montenegro           | 6   | 3  | 2  | 0  | 1  | 3  | 3  | 0   |
| Bosnia y Herzegovina | 4   | 3  | 1  | 1  | 1  | 3  | 2  | 1   |
| Polonia              | 0   | 3  | 0  | 0  | 3  | 3  | 8  | -5  |

| 14 de mayo de 2015 | Montenegro | 2 - 1 | Polonia | Pecara, Siroki Brijeg, Bosnia y Herzegovina |  |
|                    |            |       |         | Árbitro(s): Thorvaldur Árnason              |  |

| 14 de mayo de 2015 | Ucrania | 1 - 1 | Bosnia y Herzegovina | Bijeli Brijeg Sports Hall, Mostar, Bosnia y Herzegovina |  |
|                    |         |       |                      | Árbitro(s): Tolga Özkalfa                               |  |

| 16 de mayo de 2015 | Montenegro | 1 - 0 | Bosnia y Herzegovina | Pecara, Siroki Brijeg, Bosnia y Herzegovina |  |
|                    |            |       |                      | Árbitro(s): Craig Pawson                    |  |

| 16 de mayo de 2015 | Polonia | 2 - 4 | Ucrania | Bijeli Brijeg Sports Hall, Mostar, Bosnia y Herzegovina |  |
|                    |         |       |         | Árbitro(s): Tolga Özkalfa                               |  |

| 19 de mayo de 2015 | Ucrania | 2 - 0 | Montenegro | Bijeli Brijeg Sports Hall, Mostar, Bosnia y Herzegovina |  |
|                    |         |       |            | Árbitro(s): Craig Pawson                                |  |

| 19 de mayo de 2015 | Bosnia y Herzegovina | 2 - 0 | Polonia | Vrapcici, Mostar, Bosnia y Herzegovina |  |
|                    |                      |       |         | Árbitro(s): Thorvaldur Árnason         |  |

### Grupo 6
País anfitrión:  Austria
| Equipo  | Pts | PJ | PG | PE | PP | GF | GC | Dif |
| ------- | --- | -- | -- | -- | -- | -- | -- | --- |
| Austria | 6   | 3  | 2  | 0  | 1  | 5  | 3  | 2   |
| Escocia | 5   | 3  | 1  | 2  | 0  | 3  | 2  | 1   |
| Italia  | 2   | 3  | 0  | 2  | 1  | 3  | 4  | -1  |
| Croacia | 2   | 3  | 0  | 2  | 1  | 3  | 5  | -2  |

| 26 de marzo de 2015 | Italia                    | 2:2 (1:2) | Croacia          | Sportschule Lindabrunn, Lindabrunn, Austria |                                   |
|                     | Cerri 28' · Bonazzoli 76' | Reporte   | 10' 37' Roguljić | Árbitro(s): Juan Martinez Munuera           | Árbitro(s): Juan Martinez Munuera |

| 26 de marzo de 2015 | Austria     | 1:2 (0:0) | Escocia                  | Sportzentrum Schwechat-Ranners, Schwechat-rannersdorf, Austria |             |
|                     | Kvasina 85' | Reporte   | 54' 79' (pen.) Henderson | Árbitro(s):                                                    | Árbitro(s): |

| 28 de marzo de 2015 | Italia | 0:0 (0:0) | Escocia | Sportschule Lindabrunn, Lindabrunn, Austria |                            |
|                     |        | Reporte   |         | Árbitro(s): Georgi Kabakov                  | Árbitro(s): Georgi Kabakov |

| 28 de marzo de 2015 | Croacia | 0:2 (0:2) | Austria                       | Stadion Wiener Neustadt, Stadion Wiener Neustadt, Austria |                            |
|                     |         | Reporte   | 31' (pen.) Ripic · 34' Honsak | Árbitro(s): Mikhail Vilkov                                | Árbitro(s): Mikhail Vilkov |

| 31 de marzo de 2015 | Austria | 2:1 | Italia | FK Austria Wien-Akademie, Viena, Austria |  |
|                     |         |     |        | Árbitro(s): Juan Martinez Munuera        |  |

| 31 de marzo de 2015 | Escocia | 1:1 | Croacia | Lindabrunn, Lindabrunn, Austria |  |
|                     |         |     |         | Árbitro(s): Georgi Kabakov      |  |

### Grupo 7
País anfitrión:  Francia
| Equipo     | Pts | PJ | PG | PE | PP | GF | GC | Dif |
| ---------- | --- | -- | -- | -- | -- | -- | -- | --- |
| Francia    | 9   | 3  | 3  | 0  | 0  | 6  | 1  | 5   |
| Inglaterra | 6   | 3  | 2  | 0  | 1  | 5  | 4  | 1   |
| Dinamarca  | 3   | 3  | 1  | 0  | 2  | 5  | 5  | 0   |
| Azerbaiyán | 0   | 3  | 0  | 0  | 3  | 0  | 6  | -6  |

| 26 de marzo de 2015 | Inglaterra                                          | 3:2 (2:2) | Dinamarca                | Stade Henry Jeanne, Bayeux, Francia |                         |
|                     | Brown 33' · Pedersen 45+1' (pen.) · Smith-Brown 82' | Reporte   | 7' Ingvartsen · 41' Skov | Árbitro(s): Marco Guida             | Árbitro(s): Marco Guida |

| 26 de marzo de 2015 | Francia       | 2:0 (0:0) | Azerbaiyán | Louis Villemer, Saint-Lo, Francia |                              |
|                     | Coman 61' 90' | Reporte   |            | Árbitro(s): Nikola Dabanović      | Árbitro(s): Nikola Dabanović |

| 28 de marzo de 2015 | Dinamarca | 0:2 (0:1) | Francia          | Stade du Hazé, Flers, Francia |                              |
|                     |           | Reporte   | 42' 65' Guirassy | Árbitro(s): Nikola Dabanović  | Árbitro(s): Nikola Dabanović |

| 28 de marzo de 2015 | Inglaterra      | 1:0 (1:0) | Azerbaiyán | Henry Jeanne, Bayeux, Francia |                              |
|                     | Smith-Brown 37' | Reporte   |            | Árbitro(s): Adrien Jaccottet  | Árbitro(s): Adrien Jaccottet |

| 31 de marzo de 2015 | Francia | 2:1 | Inglaterra | Louis Villemer, Saint-Lo, Francia |  |
|                     |         |     |            | Árbitro(s): Marco Guida           |  |

| 31 de marzo de 2015 | Azerbaiyán | 0:3 | Dinamarca | Stade du Hazé, Flers, Francia |  |
|                     |            |     |           | Árbitro(s): Adrien Jaccottet  |  |

## Fase final de grupos
En esta fase hay dos grupos de cuatro selecciones, el primero y segundo de cada grupo avanzan a semifinales. Todos los partidos se juegan en Grecia.

### Sedes
La competición se disputa en tres sedes de diferentes ciudades, Katerini y Veria en Macedonia Central, y Larissa en Tesalia.
| Larissa                | Veria                      | Katerini                      |
| ---------------------- | -------------------------- | ----------------------------- |
| Tesalia                | Macedonia Central          | Macedonia Central             |
| AEL FC Arena           | Estadio Municipal de Veria | Estadio Municipal de Katerini |
| Capacidad: 16,118      | Capacidad: 7,000           | Capacidad: 4,956              |
|                        |                            |                               |
| Larissa Veria Katerini |                            |                               |

### Grupo A
| Equipo  | Pts | PJ | PG | PE | PP | GF | GC | Dif |
| ------- | --- | -- | -- | -- | -- | -- | -- | --- |
| Francia | 9   | 3  | 3  | 0  | 0  | 6  | 1  | +5  |
| Grecia  | 4   | 3  | 1  | 1  | 1  | 2  | 2  | 0   |
| Austria | 2   | 3  | 0  | 2  | 1  | 2  | 3  | -1  |
| Ucrania | 1   | 3  | 0  | 1  | 2  | 3  | 7  | -4  |

| 6 de julio de 2015 | Grecia                           | 2:0 (1:0) | Ucrania | Estadio Municipal de Veria, Veria |                            |
|                    | Orphanides 20' · Karachalios 76' | Reporte   |         | Árbitro(s): Antonhy Taylor        | Árbitro(s): Antonhy Taylor |

| 6 de julio de 2015 | Austria | 0:1 (0:1) | Francia  | Estadio Municipal de Veria, Veria |                             |
|                    |         | Reporte   | Blin 34' | Árbitro(s): Georgi Kulbakov       | Árbitro(s): Georgi Kulbakov |

| 9 de julio de 2015 | Ucrania    | 1:3 (0:1) | Francia                                              | AEL FC Arena, Larissa        |                              |
|                    | Zubkov 55' | Reporte   | Guirassy 31' · Dembélé 62' · Lukyanchuk 90+2' (o.g.) | Árbitro(s): Andris Treimanis | Árbitro(s): Andris Treimanis |

| 9 de julio de 2015 | Grecia | 0:0 (0:0) | Austria | AEL FC Arena, Larissa      |                            |
|                    |        | Reporte   |         | Árbitro(s): Andreas Ekberg | Árbitro(s): Andreas Ekberg |

| 12 de julio de 2015 | Francia                   | 2:0 (1:0) | Grecia | Estadio Municipal de Katerini, Katerini |                         |
|                     | Diakhaby 5' · Dembélé 64' | Reporte   |        | Árbitro(s): Marco Guida                 | Árbitro(s): Marco Guida |

| 12 de julio de 2015 | Ucrania                     | 2:2 (1:0) | Austria          | Estadio Municipal de Veria, Veria |                          |
|                     | Zubkov 14' · Luchkevych 63' | Reporte   | Kvasina 48', 87' | Árbitro(s): Tamás Bognar          | Árbitro(s): Tamás Bognar |

### Grupo B
| Equipo       | Pts | PJ | PG | PE | PP | GF | GC | Dif |
| ------------ | --- | -- | -- | -- | -- | -- | -- | --- |
| Rusia        | 4   | 3  | 1  | 1  | 1  | 5  | 4  | +1  |
| España       | 4   | 3  | 1  | 1  | 1  | 5  | 4  | +1  |
| Países Bajos | 4   | 3  | 1  | 1  | 1  | 2  | 2  | 0   |
| Alemania     | 4   | 3  | 1  | 1  | 1  | 3  | 5  | -2  |

| 7 de julio de 2015 | Países Bajos       | 1:0 (1:0) | Rusia | AEL FC Arena, Larissa    |                          |
|                    | van Amersfoort 44' | Reporte   |       | Árbitro(s): Tamás Bognar | Árbitro(s): Tamás Bognar |

| 7 de julio de 2015 | Alemania | 0:3 (0:1) | España                                              | AEL FC Arena, Larissa   |                         |
|                    |          | Reporte   | Merino 8' · Borja Mayoral 72' (pen.) · Nahuel 90+3' | Árbitro(s): Marco Guida | Árbitro(s): Marco Guida |

| 10 de julio de 2015 | España            | 1:3 (1:1) | Rusia                                     | Estadio Municipal de Veria, Veria |                              |
|                     | Borja Mayoral 13' | Reporte   | Barinov 37' · Gasilin 48' · Sheydayev 54' | Árbitro(s): Andris Treimanis      | Árbitro(s): Andris Treimanis |

| 10 de julio de 2015 | Alemania  | 1:0 (0:0) | Países Bajos | Estadio Municipal de Katerini, Katerini |                            |
|                     | Rizzo 89' | Reporte   |              | Árbitro(s): Anthony Taylor              | Árbitro(s): Anthony Taylor |

| 13 de julio de 2015 | Rusia                                | 2:2 (2:1) | Alemania              | Estadio Municipal de Katerini, Katerini |                            |
|                     | Kehrer 32' (o.g) Bezdenezhnykh 45+2' | Reporte   | Kehrer 12' Werner 65' | Árbitro(s): Andreas Ekberg              | Árbitro(s): Andreas Ekberg |

| 13 de julio de 2015 | España           | 1:1 (1:0) | Países Bajos              | Estadio Municipal de Veria, Veria |                              |
|                     | Mirani 8' (o.g.) | Reporte   | van Amersfoort 54' (pen.) | Árbitro(s): Andris Treimanis      | Árbitro(s): Andris Treimanis |

### Segunda Fase
|  | Semifinales                                                | Semifinales                                                |        |       | Final                         | Final                         |  |
|  | Larissa, 16 de julio - 18:00 Katerini, 16 de julio - 20:45 | Larissa, 16 de julio - 18:00 Katerini, 16 de julio - 20:45 |        |       | Katerini, 19 de julio - 20:00 | Katerini, 19 de julio - 20:00 |  |
|  |                                                            |                                                            |        |       |                               |                               |  |
|  |                                                            |                                                            |        |       |                               |                               |  |
|  | Rusia                                                      | 4                                                          |        |       |                               |                               |  |
|  | Rusia                                                      | 4                                                          |        |       |                               |                               |  |
|  | Grecia                                                     | 0                                                          |        |       |                               |                               |  |
|  | Grecia                                                     | 0                                                          |        | Rusia | 0                             |                               |  |
|  |                                                            |                                                            |        | Rusia | 0                             |                               |  |
|  |                                                            |                                                            | España | 2     |                               |                               |  |
|  | Francia                                                    | 0                                                          | España | 2     |                               |                               |  |
|  | Francia                                                    | 0                                                          |        |       |                               |                               |  |
|  | España                                                     | 2                                                          |        |       |                               |                               |  |
|  | España                                                     | 2                                                          |        |       |                               |                               |  |
|  |                                                            |                                                            |        |       |                               |                               |  |

### Semifinales
| 16 de julio de 2015 18:00 | Rusia                                                | 4:0 (0:0) | Grecia | AEL FC Arena, Larissa    |                          |
|                           | Chernov 50', 79' · Gasilin 52' · Sheydaev 64' (pen.) | Reporte   |        | Árbitro(s): Tamás Bognar | Árbitro(s): Tamás Bognar |

| 16 de julio de 2015 20:45 | Francia | 0:2 (0:0) | España                   | Estadio Municipal de Katerini, Katerini |                            |
|                           |         | Reporte   | Marco Asensio 88', 90+5' | Árbitro(s): Andreas Ekberg              | Árbitro(s): Andreas Ekberg |

### Final
| 19 de julio de 2015 20:00 | España                                | 2:0 (1:0) | Rusia | Estadio Municipal de Katerini, Katerini |                            |
|                           | Borja Mayoral 39' · Matías Nahuel 78' | Reporte   |       | Árbitro(s): Anthony Taylor              | Árbitro(s): Anthony Taylor |

| Bandera de España                           |
| Campeón España                              |
| Octavo título                               |
| (incluido el Europeo sub-18 ganado en 1995) |

## Goleadores
3 goles
| - Borja Mayoral |

2 goles
| - Marko Kvasina - Moussa Dembélé - Pelle van Amersfoort | - Nikita Chernov - Aleksei Gasilin - Ramil Sheydayev | - Marco Asensio - Matías Nahuel - Oleksandr Zubkov |

1 gol
| - Alexis Blin - Mouctar Diakhaby - Serhou Guirassy - Thilo Kehrer | - Gianluca Rizzo - Timo Werner - Zisis Karahalios - Petros Orphanides | - Dmitri Barinov - Igor Bezdenezhnykh - Mikel Merino - Valeriy Luchkevych |

1 autogol
| - Thilo Kehrer (contra Rusia) | - Damon Mirani (contra España) | - Pavlo Lukyanchuk (contra Francia) |